# 4521 Akimov
4521 Akimov eller 1979 FU2 är en asteroid i huvudbältet som upptäcktes den 29 mars 1979 av den rysk-sovjetiske astronomen Nikolaj Tjernych vid Krims astrofysiska observatorium på Krim. Den har fått sitt namn efter Nikolaj Pavlovitj Akimov.
Asteroiden har en diameter på ungefär 20 kilometer.